# Rimogne
Rimogne ist eine französische Gemeinde mit 1.328 Einwohnern (Stand: 1. Januar 2022) in der Region Grand Est im Département Ardennes. Sie liegt im Arrondissement Charleville-Mézières und ist Teil des Kantons Rocroi.

## Geografie
Rimogne liegt etwa sechzehn Kilometer nordwestlich von Charleville-Mézières im Regionalen Naturpark Ardennen. Umgeben wird Rimogne von den Nachbargemeinden Harcy im Norden und Osten, Murtin-et-Bogny im Süden sowie Le Châtelet-sur-Sormonne im Westen.
Durch die Gemeinde führt die Route nationale 43. Der Bahnhof Rimogne lag an der Bahnstrecke Charleville-Mézières–Hirson.

## Bevölkerungsentwicklung
| Jahr                      | 1962 | 1968 | 1975 | 1982 | 1990 | 1999 | 2006 | 2013 |
| Einwohner                 | 1533 | 1477 | 1327 | 1388 | 1323 | 1416 | 1420 | 1431 |
| Quelle: Cassini und INSEE |      |      |      |      |      |      |      |      |

## Sehenswürdigkeiten
- Kirche Saint-Brice aus dem Jahre 1845
- Schloss Le Bois Chatelain
- Schloss Les Rousseau
- Schloss L’Enclos aus dem 13. Jahrhundert
- Schiefermuseum

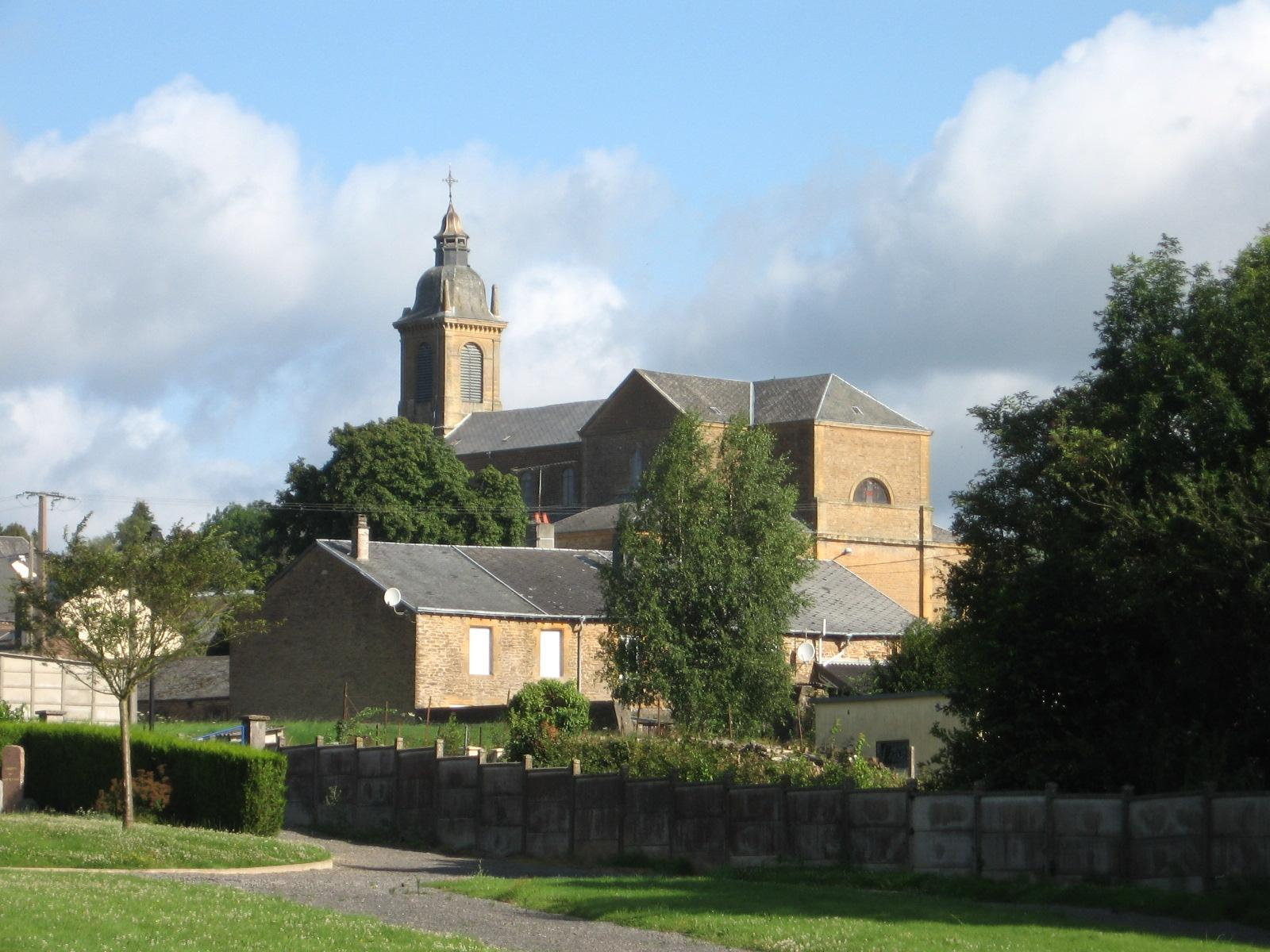
Kirche Saint-Brice
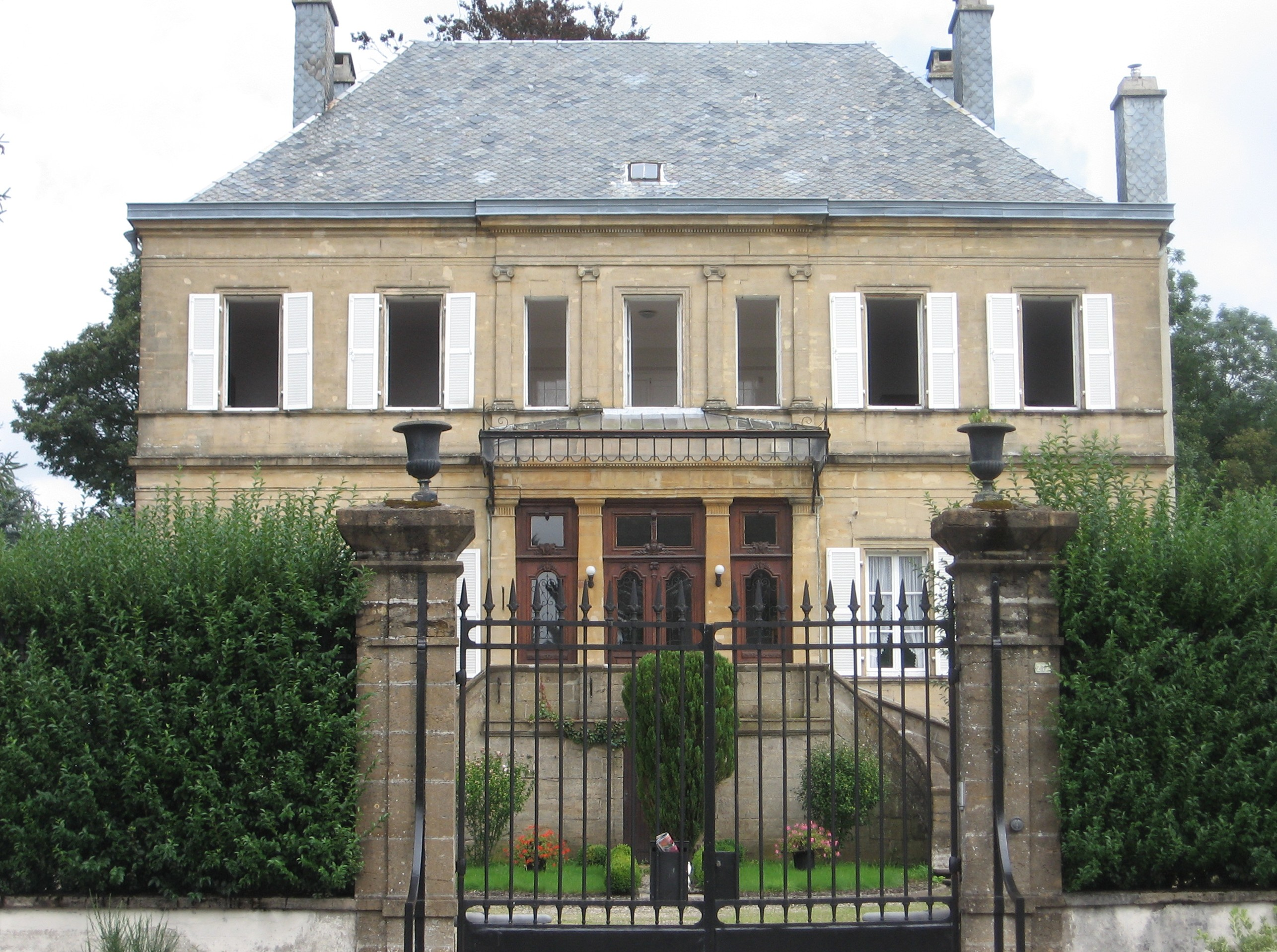
Schloss Les Rousseau
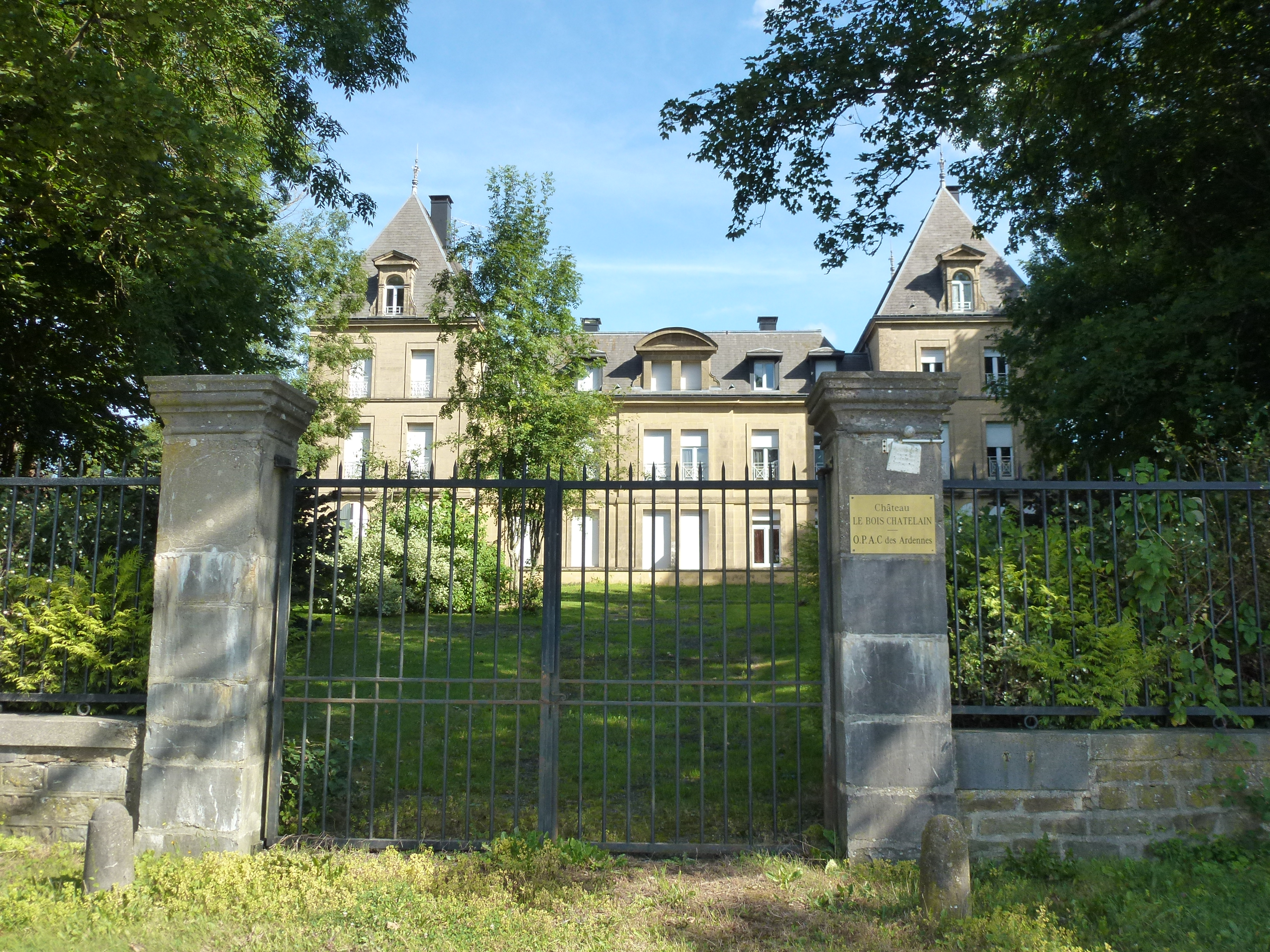
Schloss Le Bois Chatelain
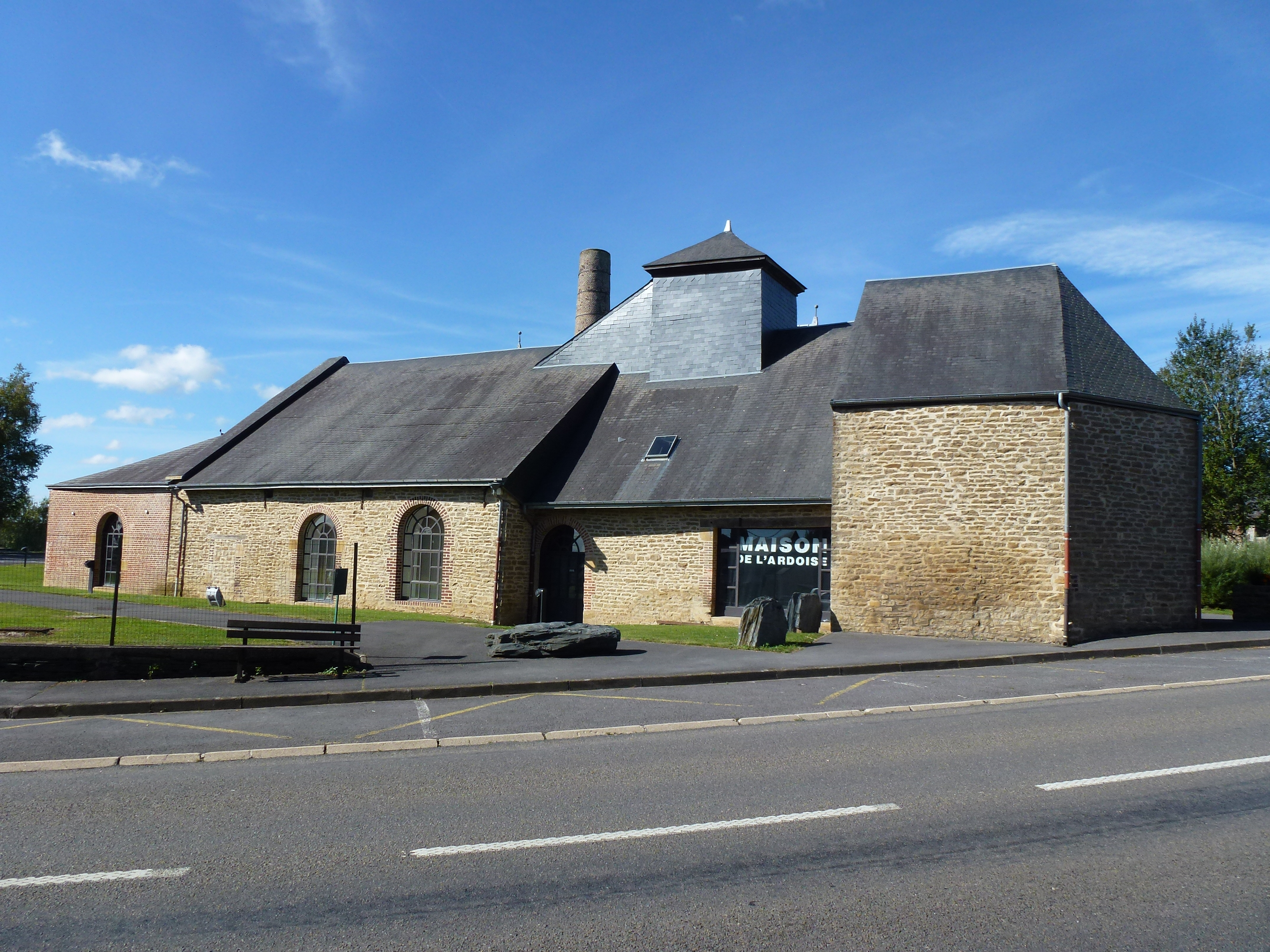
Schiefermuseum